# Eutelia occidentalis
Eutelia occidentalis là một loài bướm đêm trong họ Noctuidae.